# Munteni
Munteni es una comuna ubicada en el distrito de Galați, Rumania.

## Superficie
Posee una superficie de 97,26 kilómetros cuadrados.

## Demografía
Hasta 2021 la población era de 7067 habitantes, con una densidad de población de 72,66 habitantes por kilómetro cuadrado.